# Четири нощи на един мечтател
„Четири нощи на един мечтател“ (на френски: Quatre nuits d'un rêveur) е френски драматичен филм от 1971 година на режисьора Робер Бресон. Сценарият, писан от самия Бресон, се основава на повестта на Фьодор Достоевски „Бели нощи“, като действието е пренесено в Париж през 20 век. Както в повечето му филми, ролите се изпълняват от непрофесионални актьори, като в главните роли са Изабел Вайнгартен и Гийом де Форе.

## Сюжет
Младия художник Жак среща Марта, на моста Пон-Неф в Париж. Те разговярят и се уговарят да се видят пак следващата нощ. Скоро Жак разбира, че любовникът на Марта е трябвало да се срещне с нея на моста тази нощ, но той не дойде. След две такива вечерни срещи, Жак се влюбва в Марта и на четвъртата вечер се появява дългоочакваният ѝ любовник.

## В ролите
| Актьор            | Роля              |
| ----------------- | ----------------- |
| Изабел Вайнгартен | Марта             |
| Гийом де Форе     | Жак               |
| Лидия Бионди      | майката на Марта  |
| Морис Монойе      | любовник на Марта |
| Жером Масар       | гост на Жак       |
| Патрик Жуане      | бандит            |
| Джиорджио Маулини | ключар            |